# Sílvia Rebelo
Sílvia Rebelo (20 maggio 1989) è una calciatrice portoghese, difensore del Benfica, del quale è anche capitano, e della nazionale portoghese.

## Palmarès

### Club
- Campionato portoghese femminile di seconda divisione: 1

Benfica: 2018-2019
- Campionato portoghese: 1

Benfica: 2020-2021
- Coppa del Portogallo femminile: 1

Benfica: 2018-2019
- Supercoppa del Portogallo femminile: 1

Benfica: 2019
- Coppa di Lega portoghese: 4

Benfica: 2019-2020, 2020-2021, 2022-2023, 2023-2024